# Station Longroy-Gamaches
Station Longroy-Gamaches is een spoorwegstation in de Franse gemeente Longroy.